# Charles Knight (Verleger)
Charles Knight (* 15. März 1791 in Windsor; † 9. März 1873 in Addlestone, Surrey) war ein englischer Verleger und Schriftsteller.

## Leben
Knights Vater, der gleichnamige Charles Knight (* um 1750; † 1824), war Drucker, Schreibwaren- und Buchhändler, der viele Jahre hindurch ein Geschäft in der High Street in Windsor betrieb. Er war in der Obhut seines Verwandten Reverend James Hampton (1721–1778) aufgewachsen und soll unehelicher Sohn von Friedrich Ludwig von Hannover und Henrietta Knight gewesen sein. Er und hatte ab 1785 The Windsor Guide zusammengestellt, gedruckt und veröffentlicht. Knights Mutter, die Tochter eines wohlhabenden Bauern aus Ivers in Buckinghamshire, starb, als er gerade zwei Jahre alt war. Er wurde von seinem Vater 1802 bis 1805 in eine Schule in Ealing geschickt, ehe er ihn im Sommer 1805 als Lehrling aufnahm. 1812 veröffentlichte er gemeinsam mit seinem Vater die erste Ausgabe des Windsor and Eton Express in der Buchhandlung in Castle Hill. Er wandte sich, nach Abschluss seiner Lehrzeit, dem Journalismus zu. In den Jahren 1820 bis 1821 arbeitete er als Verleger der Zeitung The Etonian und gründete 1823 gemeinsam mit Freunden das Knight’s Quarterly Magazine, in dem Beiträge von Winthrop Mackworth Praed, Derwent Coleridge (1800–1883) und Thomas Macaulay veröffentlicht wurden. Die Herausgabe wurde jedoch 1824 nach sechs Ausgaben eingestellt. Es gilt jedoch als Grundstein für seine eine Karriere als Verleger und Autor. 1827 unterbrach Knight sein Verlagsgeschäft und arbeitete für die Society for the Diffusion of Useful Knowledge, für die er ab 1828 The British Almanack and Companion herausgab. 1829 nahm er das Geschäft wieder auf und veröffentlichte auf eigene Rechnung The Library of Entertaining Knowledge, wobei mehrere Bände der Reihe von ihm verfasst wurden. In den Jahren 1832 gründete er The Penny Magazine und begann 1833 mit der Herausgabe von The Penny Cyclopaedia. Diese wurde jedoch erst 1844 fertiggestellt. 1853 wurde er Herausgeber von The English Cyclopaedia: A new dictionary of universal knowledge, eine Überarbeitung der Penny Cyclopaedia und begann an der Popular History of England zu arbeiten. Knight war zudem seit 1859 Redakteur der amtlichen London Gazette. 1864 zog er sich endgültig aus dem Verlagsgeschäft zurück, war aber weiterhin schriftstellerisch tätig. 1867 erschien sein historischer Roman Begg’d at Court (1867).

## Familie
Am 6. Dezember 1815 heiratete Knight Sarah „Sally“ (geborene Vinicombe; † 1879), mit der er mehrere Kinder hatte: Ihr Vater war der Londoner Architekt William Vinicombe, ihr älterer Bruder war der Generalmajor George Eliott Vinicombe.
- Barry Charles Henry Knight (1828–1884)
- Sara Knight ⚭ Reverend Charles Féral Tarver, Rektor von Stisted, Essex, und Kanoniker der Kathedrale von Chester
- Maria Susannah Soley Knight († 1884) ⚭ 2. August 1848 Robert Malcolm Kerr (1821–1902)
- Mary Charlotte Knight (1814–1865) ⚭ George Clowes, ein Sohn des Druckers William Clowes
  - Alice Ada Clowes (1845–1930), Schriftstellerin[4]
  - Winchester Clowes (1847–1900)
- ein Sohn und eine Tochter starben im Säuglingsalter.

Knight wurde am 14. März 1873 in Windsor im Grab seines Vaters beerdigt. 1879 wurde auch seine Frau dort beigesetzt.

## Werke (Auswahl)

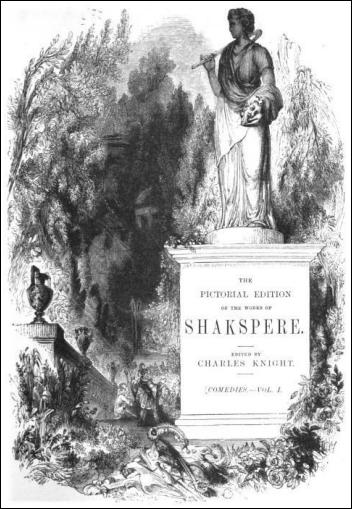
Pictorial Shakspere, 1867.

Als Schriftsteller beschäftigte sich Knight vorzugsweise mit Shakespeare, verfasste aber auch eine Biographie von William Caxton.
- Die Resultate des Maschinenwesens, namentlich in Bezug auf wohlfeile Production und vermehrte Beschäftigung. Lübeck, 1833.
- The Pictorial Shakespeare. 1842 (zunächst von 1838 bis 1841 in Teilen erschienen).
- The life of Shakespeare. 1843 (Neuauflage unter dem Titel: A biography of William Shakespeare Virtue, London; archive.org).
- Studies of Shakespeare. 1849.
- London. 6 Bände, 1841–1844.
- Old England: A Pictorial Museum. 1845.
- Popular history of England. 8 Bände 1856–1862.
- Knight’s Pictorial Gallery of Arts, Band I: Usefull arts. 1860, Band II: Fine arts. 1872.
- Shadows of the Old Booksellers. Bell and Daldy, London 1865 (archive.org).
- Passages of a working-life. 1863–1865 (Selbstbiographie).
- Half hours in English history. 4 Bände, 1884.